# Сан Ђорђо ди Еорес (Болцано)
Сан Ђорђо ди Еорес је насеље у Италији у округу Болцано, региону Трентино-Јужни Тирол.
Према процени из 2011. у насељу је живело 211 становника. Насеље се налази на надморској висини од 1478 м.